# Achaearanea apex
Achaearanea apex är en spindelart som beskrevs av Claude Lévi 1959. Achaearanea apex ingår i släktet Achaearanea och familjen klotspindlar.
Artens utbredningsområde är Panama. Inga underarter finns listade i Catalogue of Life.